# White Highlands

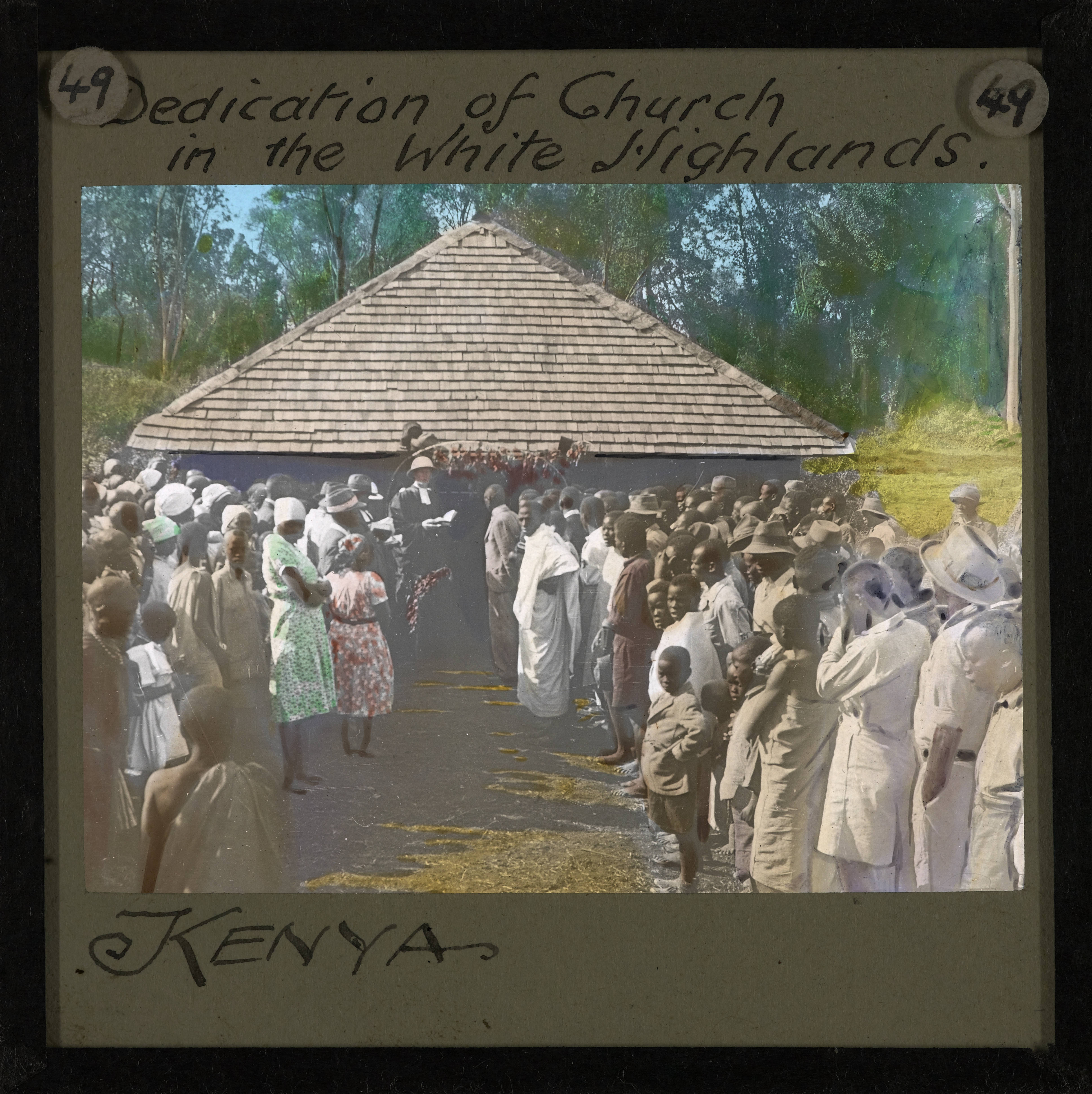
Invigningen av en kyrka i White Highlands under kolonialtiden.

White Highlands är ett område i de centrala högländerna i Kenya. På grund av sitt svala klimat och dess långa innevånarantal var det  reserverat för vita kolonister av den brittiska kolonialregeringen i Kenya mellan 1902 och 1961, som under den tiden endast delade ut mark i området till européer.